# Rice W. Means

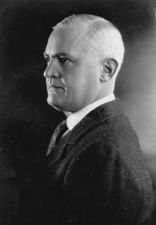
Rice W. Means

Rice William Means, född 16 november 1877 i Saint Joseph, Missouri, död 30 januari 1949 i Denver, Colorado, var en amerikansk republikansk politiker. Han representerade delstaten Colorado i USA:s senat 1924-1927.
Means flyttade 1887 till Colorado med sina föräldrar. Han studerade vid College of the Sacred Heart (numera Regis University) i Denver. Han deltog i spansk-amerikanska kriget. Han avlade sedan 1901 juristexamen vid University of Michigan och arbetade därefter som advokat i Denver. Han var domare i Adams County, Colorado 1902-1904. Han deltog i första världskriget som överstelöjtnant.
Means fyllnadsvaldes 1924 till senaten. Han förlorade i republikanernas primärval inför senatsvalet 1926 mot Charles W. Waterman. Means var medlem i Ku Klux Klan. Klanen var speciellt stark i Colorado under 1920-talet och även guvernör Clarence Morley var med i den rasistiska organisationen.
Means var verksam som publicist i Washington, D.C. 1927-1937.